# Veronika Nikitina
Veronika Vladimirovna Nikitina (tidligere Garanina , russisk: Вероника Владимировна Никитина (Гаранина) ; født 16. maj 1992 i Toljatti) er en kvindelig russisk håndboldspiller der spiller venstre back for Lada Togliatti, med hvem hun har spillet for siden 2009.